# Карасёв (Волгоградская область)
Карасёв — упразднённый хутор в Серафимовичском районе Волгоградской области России. Входил в состав Пронинского сельсовета. Исключён из учётных данных в 2002 году.

## География
Хутор располагался на правобережье реки Цуцкан (приток Чира), на расстоянии примерно 1 км по прямой северо-западнее хутора Старосенюткин.

## История
Постановлением Волгоградской областной думы от 13 июня 2002 года № 9/276 хутор исключён из учётных данных.